# Seznam regionálních drah v Česku
Tento seznam regionálních drah v České republice je členěn do dvou oddílů. První oddíl obsahuje seznam regionálních drah vyčleněných z celostátní dráhy při samotném vzniku této kategorie, druhý obsahuje dráhy, jejichž kategorizace byla změněna později.
Kategorie regionální dráhy se v českém právním řádu objevila se Zákonem o dráhách č. 266/1994 Sb. Podle něj regionální dráhou je „dráha regionálního nebo místního významu, která slouží veřejné železniční dopravě a je zaústěná do celostátní nebo jiné regionální dráhy“, přičemž o zařazení železniční trati do kategorie (celostátní dráha, regionální dráha, vlečka, speciální dráha) rozhoduje drážní správní úřad, jímž je v této věci ministerstvo dopravy, které koná ve stanovených případech v dohodě s Ministerstvem obrany.
Zatím všechny regionální dráhy v České republice byly stanoveny vyčleněním z celostátní dráhy – dosud žádná nebyla nově postavena ani překategorizována z jiné kategorie drah. 
Do regionální dráhy patří všechny železniční stanice ležící na uvedených tratích s výjimkou železničních stanic na dráze celostátní, v nichž se s ní stýkají. V případě, že regionální dráha vychází z odbočky, která se nachází na celostátní dráze v mezistaničním úseku, je délka regionální dráhy uvažována od této odbočky.

## Od 1. července 1996
S účinností od 1. července 1996 vláda dne 20. prosince 1995 usnesením vyčlenila 128 regionálních drah z jednotné celostátní dráhy, tehdy provozované Českými drahami. Počet a výběr regionálních drah souvisí s tím, že 4. dubna 1995 ekonomičtí ministři schválili privatizaci 127 tratí regionálního významu, ta však nebyla nikdy realizována.
V následujícícm seznamu jsou ve druhém sloupci uvedena čísla traťových oddílů v Knižním jízdním řádě platná v té době, převzatá z citovaného vládního nařízení.
| Poř. č. | Číslo tratě v době změny | Název tratě                                                                             |
| ------- | ------------------------ | --------------------------------------------------------------------------------------- |
| 1       | 012                      | Pečky – Kouřim                                                                          |
| 2       | 013                      | Bošice – Bečváry                                                                        |
| 3       | 015                      | Heřmanův Městec – Chrudim město a Chrudim město – Borohrádek                            |
| 4       | 016                      | Choceň – Litomyšl                                                                       |
| 5       | 017                      | Chrudim – Chrudim město                                                                 |
| 6       | 021                      | Častolovice – Solnice                                                                   |
| 7       | 022                      | Doudleby nad Orlicí – Rokytnice v Orlických horách                                      |
| 8       | 023                      | Opočno pod Orlickými horami – Dobruška                                                  |
| 9       | 025                      | Dolní Lipka – Štíty                                                                     |
| 10      | 027                      | Meziměstí – Otovice zastávka                                                            |
| 11      | 034                      | Smržovka – Josefův Důl                                                                  |
| 12      | 035                      | Tanvald – Harrachov                                                                     |
| 13      | 036                      | Železný Brod – Tanvald a Tanvald – Liberec                                              |
| 14      | 038                      | Raspenava – Bílý Potok pod Smrkem                                                       |
| 15      | 039                      | Frýdlant v Čechách – Jindřichovice pod Smrkem                                           |
| 16      | 042                      | Martinice v Krkonoších – Rokytnice n. J.                                                |
| 17      | 043                      | Královec – Žacléř                                                                       |
| 18      | 044                      | Kunčice nad Labem – Vrchlabí                                                            |
| 19      | 045                      | Trutnov – Svoboda nad Úpou                                                              |
| 20      | 046                      | Hněvčeves – Smiřice                                                                     |
| 21      | 047                      | Trutnov střed – Teplice nad Metují                                                      |
| 22      | 062                      | Chlumec nad Cidlinou – Křinec                                                           |
| 23      | 063                      | Bakov nad Jizerou – Kopidlno                                                            |
| 24      | 064                      | Mladá Boleslav město – Stará Paka                                                       |
| 25      | 074                      | Čelákovice – Neratovice                                                                 |
| 26      | 076                      | Mělník – Mladá Boleslav hlavní n.                                                       |
| 27      | 083                      | Rumburk – Dolní Poustevna                                                               |
| 28      | 084                      | Rumburk – Mikulášovice dolní n.                                                         |
| 29      | 085                      | Panský – Krásná Lípa                                                                    |
| 30      | 087                      | Česká Lípa – Litoměřice hor.n – Lovosice (včetně traťové spojky Žernoseky – Žalhostice) |
| 31      | 094                      | Vraňany – Lužec nad Vltavou                                                             |
| 32      | 095                      | Libochovice – Vraňany                                                                   |
| 33      | 096                      | Roudnice nad Labem – Zlonice                                                            |
| 34      | 097                      | Lovosice – Řetenice                                                                     |
| 35      | 113                      | Obrnice – Čížkovice                                                                     |
| 36      | 114                      | Lovosice – Louny                                                                        |
| 37      | 132                      | Děčín hl.n. – Oldřichov u Duchcova                                                      |
| 38      | 134                      | Louka u Litvínova – Litvínov                                                            |
| 39      | 135                      | Louka u Litvínova – Moldava v Krušných horách                                           |
| 40      | 141                      | Merklín – Dalovice                                                                      |
| 41      | 143                      | Chodov – Nová Role                                                                      |
| 42      | 144                      | Nové Sedlo u Lokte – Krásný Jez                                                         |
| 43      | 145                      | Sokolov – Kraslice                                                                      |
| 44      | 146                      | Tršnice – Luby u Chebu                                                                  |
| 45      | 148                      | Aš – Hranice v Čechách                                                                  |
| 46      | 149                      | Karlovy Vary horní n. – Mariánské Lázně                                                 |
| 47      | 161                      | Rakovník – Bečov nad Teplou                                                             |
| 48      | 162                      | Rakovník – Mladotice                                                                    |
| 49      | 163                      | Bochov – Protivec                                                                       |
| 50      | 164                      | Kadaň – Kaštice                                                                         |
| 51      | 165                      | Vilémov u Kadaně – Kadaňský Rohozec                                                     |
| 52      | 172                      | Lochovice – Zadní Třebaň                                                                |
| 53      | 173                      | Rokycany – Nezvěstice                                                                   |
| 54      | 174                      | Chrást u Plzně – Radnice                                                                |
| 55      | 175                      | Pňovany – Bezdružice                                                                    |
| 56      | 176                      | Svojšín – Bor                                                                           |
| 57      | 181                      | Nýřany – Heřmanova Huť                                                                  |
| 58      | 182                      | Staňkov – Poběžovice                                                                    |
| 59      | 184                      | Planá u Mariánských Lázní – Domažlice                                                   |
| 60      | 191                      | Blatná – Nepomuk                                                                        |
| 61      | 192                      | Číčenice – Týn nad Vltavou                                                              |
| 62      | 193                      | Dívčice – Netolice                                                                      |
| 63      | 194                      | České Budějovice – Volary , Černý Kříž – Nové Údolí                                     |
| 64      | 195                      | Rybník – Lipno nad Vltavou                                                              |
| 65      | 197                      | Volary – Číčenice                                                                       |
| 66      | 203                      | Kostelec u Jihlavy – Slavonice                                                          |
| 67      | 205                      | Jindřichův Hradec – Obrataň                                                             |
| 68      | 206                      | Jindřichův Hradec – Nová Bystřice                                                       |
| 69      | 207                      | Březnice – Rožmitál pod Třemšínem                                                       |
| 70      | 208                      | Březnice – Strakonice a Strakonice – Volary                                             |
| 71      | 210                      | Praha Braník – Vrané nad Vlt. – Čerčany, Vrané nad Vltavou – Dobříš                     |
| 72      | 212                      | Čerčany – Světlá nad Sázavou                                                            |
| 73      | 223                      | Benešov u Prahy – Trhový Štěpánov                                                       |
| 74      | 224                      | Tábor – Bechyně                                                                         |
| 75      | 225                      | Olbramovice – Sedlčany                                                                  |
| 76      | 232                      | Lysá nad Labem – Milovice                                                               |
| 77      | 233                      | Čelákovice – Mochov                                                                     |
| 78      | 234                      | Kolín – Ledečko                                                                         |
| 79      | 235                      | Kutná Hora – Zruč nad Sázavou                                                           |
| 80      | 236                      | Čáslav – Třemošnice                                                                     |
| 81      | 237                      | Havlíčkův Brod – Humpolec                                                               |
| 82      | 242                      | Dobronín – Polná                                                                        |
| 83      | 243                      | Moravské Budějovice – Jemnice                                                           |
| 84      | 244                      | Střelice – Hrušovany nad Jevišovkou a Moravské Bránice – Oslavany                       |
| 85      | 245                      | Hrušovany nad Jevišovkou – Hevlín                                                       |
| 86      | 247                      | Boří les – Lednice                                                                      |
| 87      | 251                      | Žďár nad Sázavou – Nové Město na Moravě – Tišnov                                        |
| 88      | 252                      | Křižanov – Studenec                                                                     |
| 89      | 253                      | Vranovice – Pohořelice                                                                  |
| 90      | 254                      | Šakvice – Hustopeče u Brna                                                              |
| 91      | 255                      | Zaječí – Hodonín                                                                        |
| 92      | 256                      | Čejč – Ždánice                                                                          |
| 93      | 257                      | Mutěnice – Kyjov vč. Mutěnické spojky                                                   |
| 94      | 261                      | Ždárec u Skutče – Svitavy                                                               |
| 95      | 262                      | Chornice – Skalice nad Svitavou                                                         |
| 96      | 263                      | Chornice – Třebovice v Čechách                                                          |
| 97      | 271                      | Kostelec na Hané – Chornice                                                             |
| 98      | 272                      | Rudoltice v Čechách – Lanškroun                                                         |
| 99      | 274                      | Litovel předměstí – Mladeč                                                              |
| 100     | 275                      | Olomouc – Senice na Hané                                                                |
| 101     | 276                      | Suchdol nad Odrou – Budišov nad Budišovkou                                              |
| 102     | 277                      | Suchdol nad Odrou – Fulnek                                                              |
| 103     | 278                      | Suchdol nad Odrou – Nový Jičín město                                                    |
| 104     | 279                      | Studénka – Bílovec                                                                      |
| 105     | 281                      | Valašské Meziříčí – Rožnov pod Radhoštěm                                                |
| 106     | 282                      | Vsetín – Velké Karlovice                                                                |
| 107     | 291                      | Šumperk – Kouty n.Desnou, Petrov n.Desnou – Sobotín                                     |
| 108     | 292                      | Morava odbočka (Hanušovice) – Staré Město pod Sněžníkem                                 |
| 109     | 293                      | Lipová Lázně – Javorník ve Slezsku a Velká Kraš – Vidnava                               |
| 110     | 295                      | Mikulovice – Zlaté Hory                                                                 |
| 111     | 296                      | Třemešná ve Slezsku – Osoblaha                                                          |
| 112     | 301                      | Kroměříž – Zborovice                                                                    |
| 113     | 302                      | Hodslavice-Hostašovice – Nový Jičín horní n.                                            |
| 114     | 303                      | Ostravice – Frýdlant nad Ostravicí                                                      |
| 115     | 304                      | Studénka – Veřovice                                                                     |
| 116     | 311                      | Valšov – Rýmařov                                                                        |
| 117     | 312                      | Bruntál – Malá Morávka                                                                  |
| 118     | 313                      | Milotice nad Opavou – Vrbno pod Pradědem                                                |
| 119     | 314                      | Opava východ – (odbočka Moravice) – Svobodné Heřmanice                                  |
| 120     | 315                      | Opava východ – Hradec nad Moravicí                                                      |
| 121     | 317                      | Opava východ – Hlučín                                                                   |
| 122     | 318                      | Kravaře ve Slezsku – Chuchelná                                                          |
| 123     | 322                      | Český Těšín – Frýdek Místek                                                             |
| 124     | 333                      | Nezamyslice – Morkovice                                                                 |
| 125     | 334                      | Kojetín – Tovačov                                                                       |
| 126     | 335                      | Zlín střed – Vizovice                                                                   |
| 127     | –                        | Nemotice – Koryčany (provozována pouze nákladní doprava)                                |
| 128     | –                        | Česká Kamenice – Kamenický Šenov (železniční doprava není provozována)                  |

## Od roku 2008
Správa železniční dopravní cesty po přenesení funkce provozovatele celostátní dráhy, ke kterému došlo 1. července 2008, iniciovala u ministerstva dopravy správní řízení o změně kategorizace řady dalších úseků celostátní dráhy na dráhu regionální.
Následující seznam zahrnuje další bývalé úseky celostátní dráhy
- ty, které byly regionálními drahami ke dni vydání Prohlášení o dráze celostátní a regionální pro jízdní řád 2013 [4] (označené „před 2013“)
- vyčleněné rozhodnutím Ministerstva dopravy k 7. dubnu 2014 (označené „2014“):
- ty, které byly regionálními drahami ke dni vydání Prohlášení o dráze celostátní a regionální pro jízdní řád 2018 (označené „před 2017“)

| Čas změny | Popis úseku                                             | Odkaz na článek |
| --------- | ------------------------------------------------------- | --------------- |
| před 2013 | Horní Cerekev – Tábor                                   | článek          |
| před 2013 | Tábor – Písek a Putim – Ražice                          | článek          |
| před 2013 | Přelouč – Prachovice                                    | článek          |
| před 2013 | Staré Město u Uherského Hradiště – Kunovice             | článek          |
| před 2013 | Kunovice – Vlárský průsmyk                              | článek          |
| před 2013 | Bylnice – Horní Lideč                                   | článek          |
| před 2013 | Brno hlavní nádraží – Chrlice – Holubice                | článek          |
| před 2013 | Kralupy nad Vltavou předměstí – Velvary                 | článek          |
| před 2013 | Oldřichov u Duchcova – Louka u Litvínova                | článek          |
| před 2013 | Most nové nádraží – Louka u Litvínova                   | článek          |
| před 2013 | Odb Dolní Rybník – Jirkov                               | článek          |
| před 2013 | Kostelec na Hané – Senice na Hané                       | článek          |
| před 2013 | Senice na Hané – Červenka                               | článek          |
| před 2013 | Prostějov hl. n. – Kostelec na Hané                     | článek          |
| před 2013 | Velká nad Veličkou st. hr. – Veselí nad Moravou         | článek          |
| před 2013 | Sudoměřice nad Moravou – Sudoměřice nad Moravou st. hr. | článek          |
| před 2013 | Rohatec – Veselí nad Moravou                            | článek          |
| před 2013 | Trutnov-Poříčí – Královec st. hr.                       | článek          |
| před 2013 | Krupá – Kolešovice                                      | článek          |
| před 2013 | Odb Bažantnice – Odb Vrbka                              | článek          |
| před 2013 | Chomutov – Vejprty st. hr.                              | článek          |
| před 2013 | Nymburk město – Veleliby – Jičín                        | článek          |
| před 2013 | Rybniště – Varnsdorf st. hr.                            | článek          |
| před 2013 | Varnsdorf – Varnsdorf st. n. st. hr                     | článek          |
| před 2013 | Horažďovice předměstí – Klatovy                         | článek          |
| před 2013 | Tršnice – Františkovy Lázně (bez osobní dopravy)        |                 |
| před 2013 | Františkovy Lázně – Aš st. hr.                          | článek          |
| před 2013 | Odb Sedlec – Potůčky st. hr.                            | článek          |
| 2014      | Hradec Králové – Jičín – Turnov                         | článek          |
| 2014      | Valašské Meziříčí – Ostrava-Kunčice                     | článek          |
| 2014      | Benešov nad Ploučnicí – Jedlová                         | článek          |
| před 2017 | Kralupy nad Vltavou – Louny                             | článek          |
| před 2017 | Louny – Most                                            | článek          |
| před 2017 | Louny předměstí – Rakovník                              | článek          |

Návrh na změnu kategorizace trati České Velenice – Veselí nad Lužnicí ministerstvo zamítlo.